# Шартонка
Шартонка — посёлок в Новокузнецком районе Кемеровской области. Входит в состав Кузедеевского сельского поселения.

## География
Центральная часть населённого пункта расположена на высоте 289 метров над уровнем моря.

## Население
По данным Всероссийской переписи населения 2010 года, в посёлке Шартонка проживает 23 человека (14 мужчины, 9 женщин).